# 前思春期
前思春期とは、10歳から12歳または13歳までの若者のことである。日本の教育制度においては、おおむね小学校中学年の4年生から中学校の1年生までと重なり合う。ロシア心理学では、移行期とも呼ぶ。
プレティーンともいい、これは13歳から19歳を表すteen（ティーン）の前に、前段階を表すpre（プレ）をつけた造語である。男子はプレティーンに男性器の成長開始により思春期が始まる者が多くなり、女子はプレティーンまでに乳房の成長開始（Thelarche・ジュニアブラを着け始めるべき時期）により思春期が始まっている人が多く遅い人でもプレティーンに思春期が始まる。

## 成長の特徴
ここで説明する成長の特徴は、あくまで目安であり、個人差が大きいことに留意されたい。

### 身体的な成長
思春期が始まる時期は、早い人で男子9歳・女子7歳7か月、遅い人で男子13歳・女子11歳11か月、平均して男子11歳6か月・女子9歳9か月である。男子はこの時期前後から始まり、女子はこの時期までに始まる。

### 精神的な成長
身体的な成長と同様、男子より女子のほうが早く始まる。言語性学習能力が発育し、文学に親しむのも女子のほうが先である。男子の言語性学習能力の発育は、これよりも2〜3年ほど遅れる。

### 社会的な成長
ギャングエイジの最盛期であり、友人を厳選する。ただし、男女を問わず、価値観をぶつけ合うような付き合いは一般的にまだ見られない。
また、異性の体に関心を持ち始める時期でもある。
しかし、社会的な成長は未熟である。